# 한국통일부흥위원단
 한국통일부흥위원단(韓國統一復興委員團, United Nations Commission for the Unification and Rehabilitation of Korea) 혹은 줄여서 언커크(UNCURK)는 한국 전쟁으로 파괴된 대한민국 재건을 목적으로 1951년 세워진 유엔의 기구였다. 한국통일부흥위원회라고도 부른다. 1954년 6월부터 1966년 4월까지 서울특별시 종로구 옥인동에 있는 벽수산장 양관(洋館)을 청사로 사용하다가, 청사에 불이 난 이후 임시 청사로 외교연구원 건물을 썼고, 1969년 6월에 영등포구 영등포동의 신청사로 이전하였다.

## 역사
한국통일부흥위원단은 1948년 12월에 세워진 유엔 한국위원회가 해체된 후 세워졌으며, 한국전쟁이 진행 중이던 1950년 10월 7일 제5차 유엔 총회에서 설치가 결의됐다. 한반도의 재건, 구호, 통일, 민주정부 성립 등을 목표로 했다. 후에 1973년 12월 제28차 유엔 총회에서 만장일치 결의로 해체됐다.

## 유엔 기념 공원
부산 유엔 기념 공원은 세계 유일의 유엔군 묘지로서, 세계평화와 자유의 대의를 위해 생명을 바친 유엔군 전몰장병들이 잠들어 있다.
이곳 묘지는 한국전쟁이 일어난 이듬해인 1951년 1월, 전사자 매장을 위해 유엔군 사령부가 조성했으며, 같은 해 4월 묘지가 완공됨에 따라 개성, 인천, 대전, 대구, 밀양, 마산 등지에 가매장되어 있던 유엔군 전몰장병들의 유해가 안장되기 시작했다.
1955년 11월 대한민국 국회는 유엔군의 희생에 보답하기 위해 이곳 토지를 유엔에 영구히 기증하고, 아울러 묘지를 성지로 지정할 것을 결의했다.
1955년 12월 15일, 한국 정부로부터 국회의 결의사항을 전달받은 유엔은 이 묘지를 유엔이 영구적으로 관리하기로 유엔 총회에서 결의문 제 977(X)호를 채택했다.
이에 따라 1959년 11월 유엔과 대한민국간에‘유엔 기념 묘지 설치 및 관리 유지를 위한 대한민국과 유엔 간의 협정’이 체결됨으로써 지금의 유엔 기념 묘지로 출발하게 되었다.
그후 한국통일부흥위원단이 이 공원을 관리했으나, 1973년 12월 UNCURK가 해체됨에 따라, 1974년부터 관리 업무는 11개국으로 구성된 유엔 기념 공원 국제관리위원회(Commission for the UNMCK)에 위임되어 현재에 이르고 있다.

## 같이 보기
- 유엔
- 유엔 한국위원회
- 유엔 기념 공원

## 참고 자료
- 「예방외교」, 남북한 정권 수립, 장호근 저, 플래닛미디어(2007년, 175~190p)
- 「한국현대정치론」, 자유당 정권의 선거조종과정, 한배호 저, 오름(2000년, 406~409p)